# 바쿠 올림픽 경기장
바쿠 올림픽 경기장(아제르바이잔어: Bakı Olimpiya Stadionu)은 아제르바이잔 바쿠에 위치한 다목적 경기장으로 수용 인원은 69,870명이다. 아제르바이잔 최대 경기장 이기도 하다. 2011년 6월 6일에 기공식을 가졌고 2015년 3월 6일에 개장했다. 주로 아제르바이잔 축구 국가대표팀의 홈 구장으로 사용되고 있다.
유럽 축구 연맹(UEFA), 국제 축구 연맹(FIFA), 국제 육상 경기 연맹(IAAF)의 시설 기준을 모두 충족하는 경기장으로서 각종 국제 스포츠 대회 유치 및 경기를 소화할 수 있다. 바쿠에서 개최된 2015년 유러피언 게임의 주경기장으로 사용되었다. 그 외에 2019년 UEFA 유로파리그 결승전 개최지로 선정됐으며, UEFA 유로 2020의 분산 개최지 가운데 한 곳이기도 하다.

## 사진

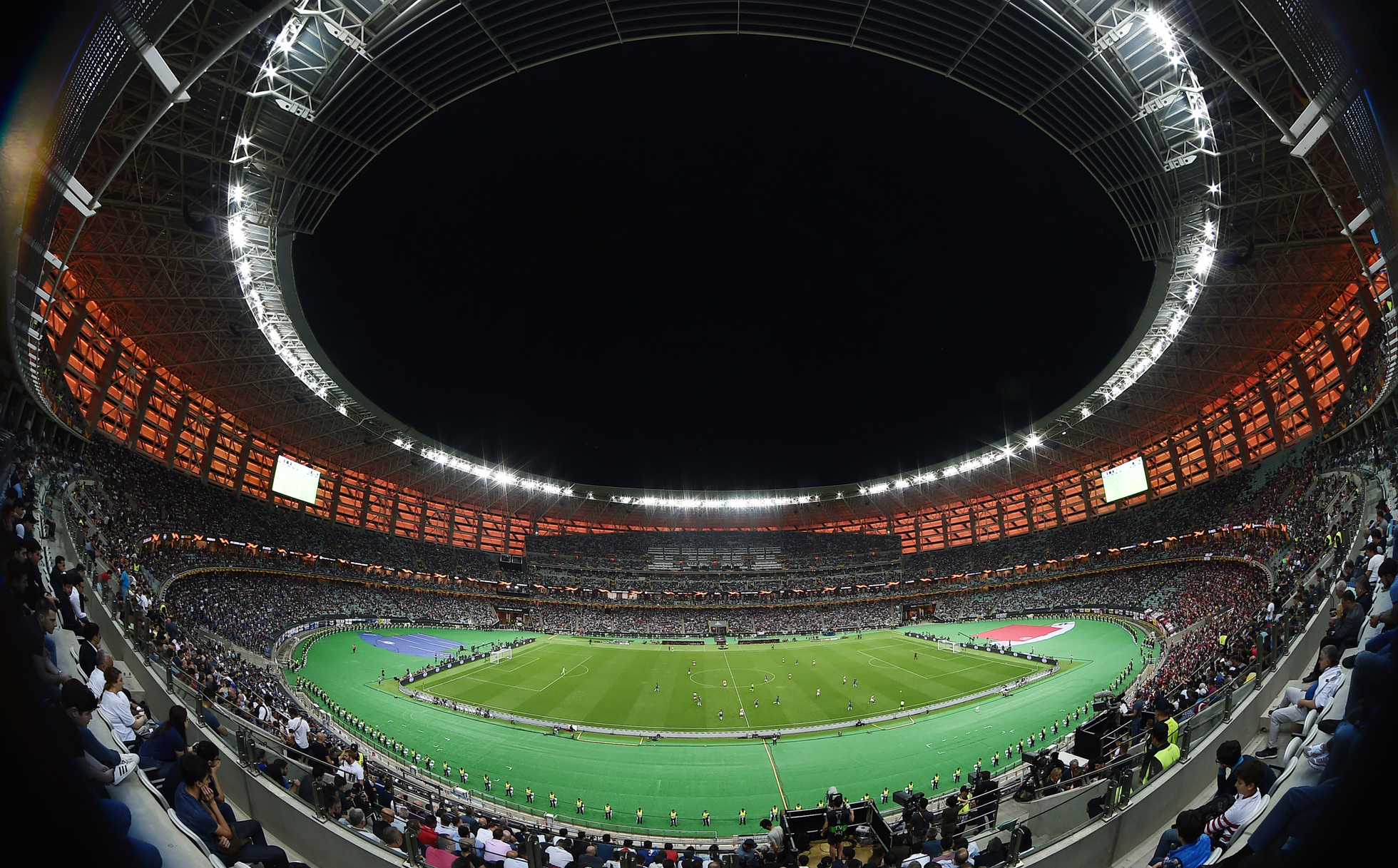
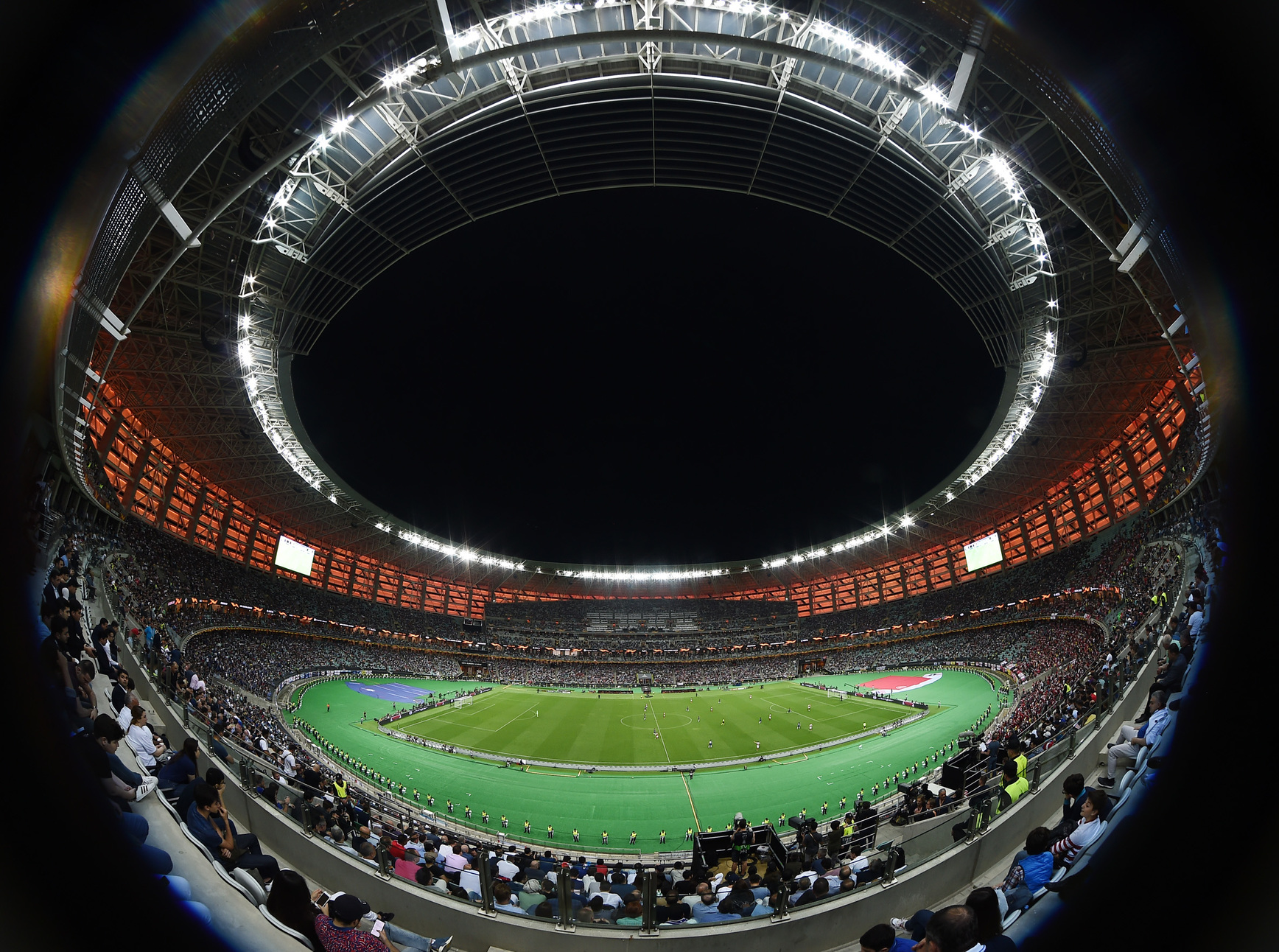
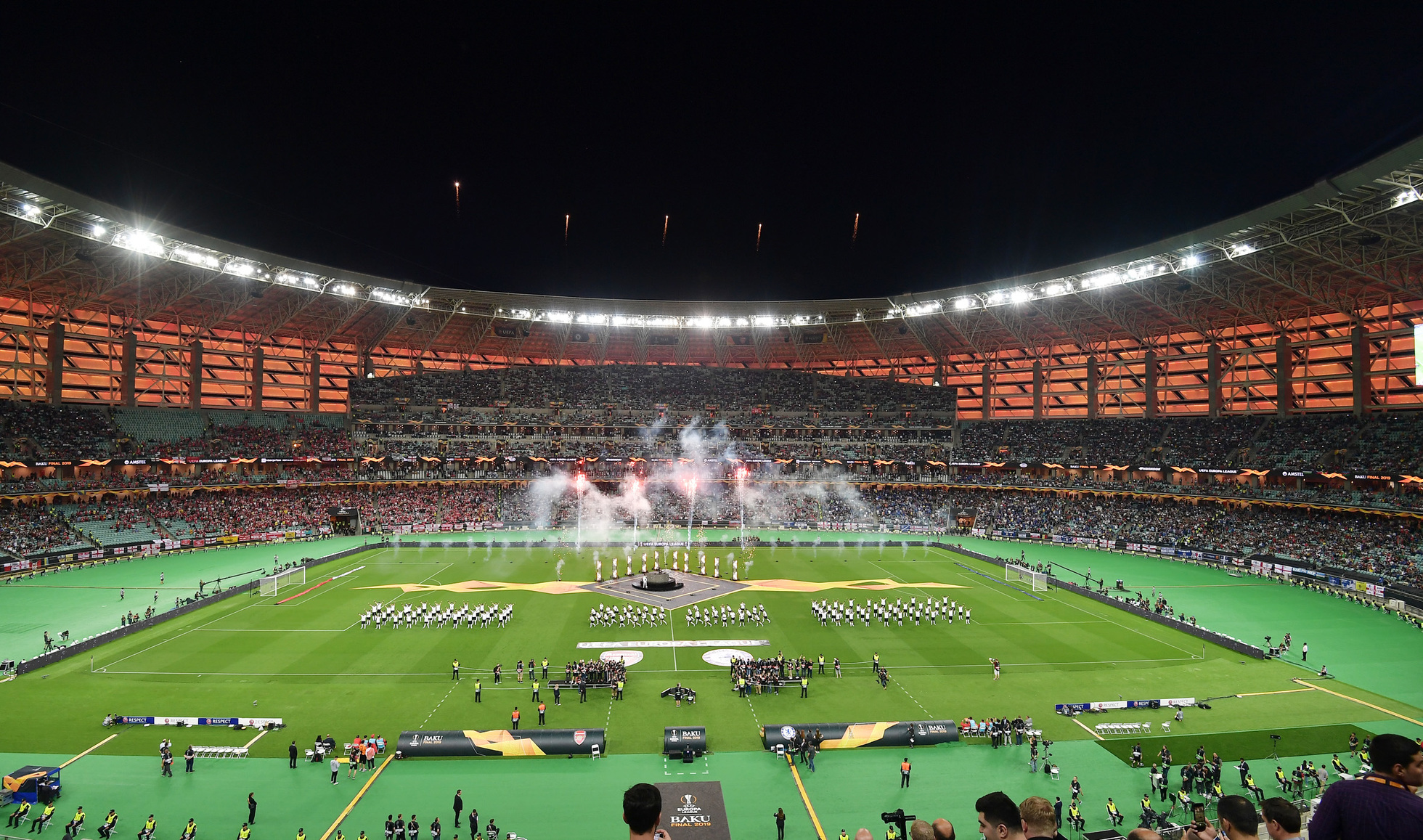
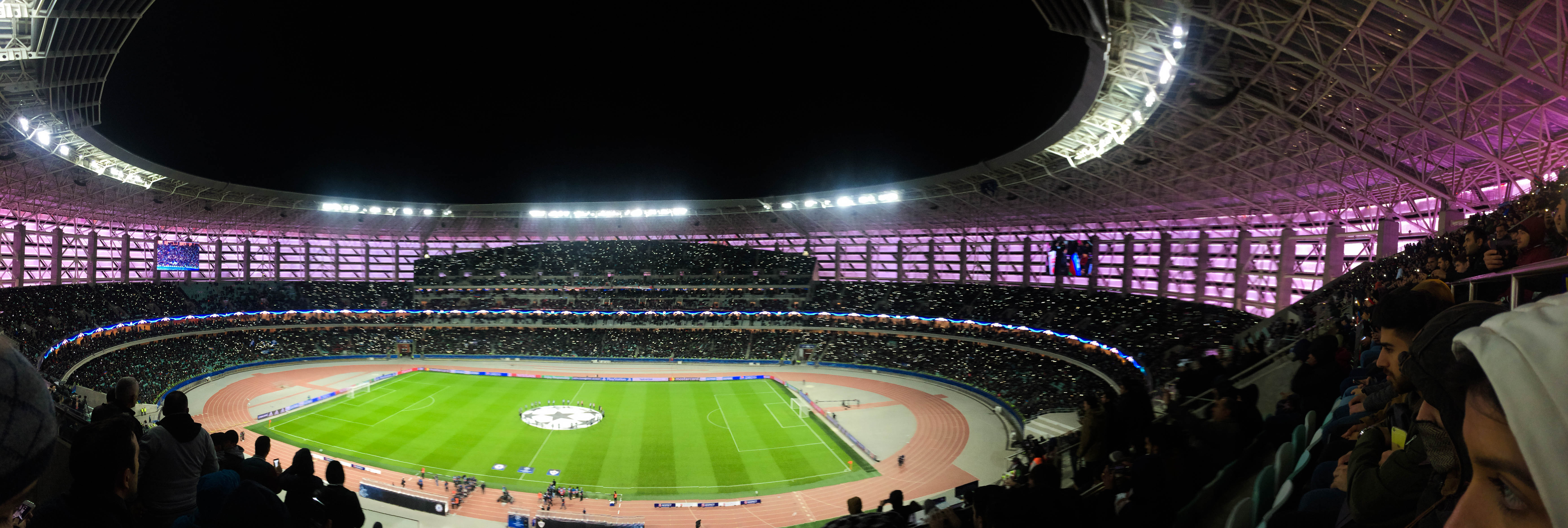
바쿠 올림픽 경기장 내부
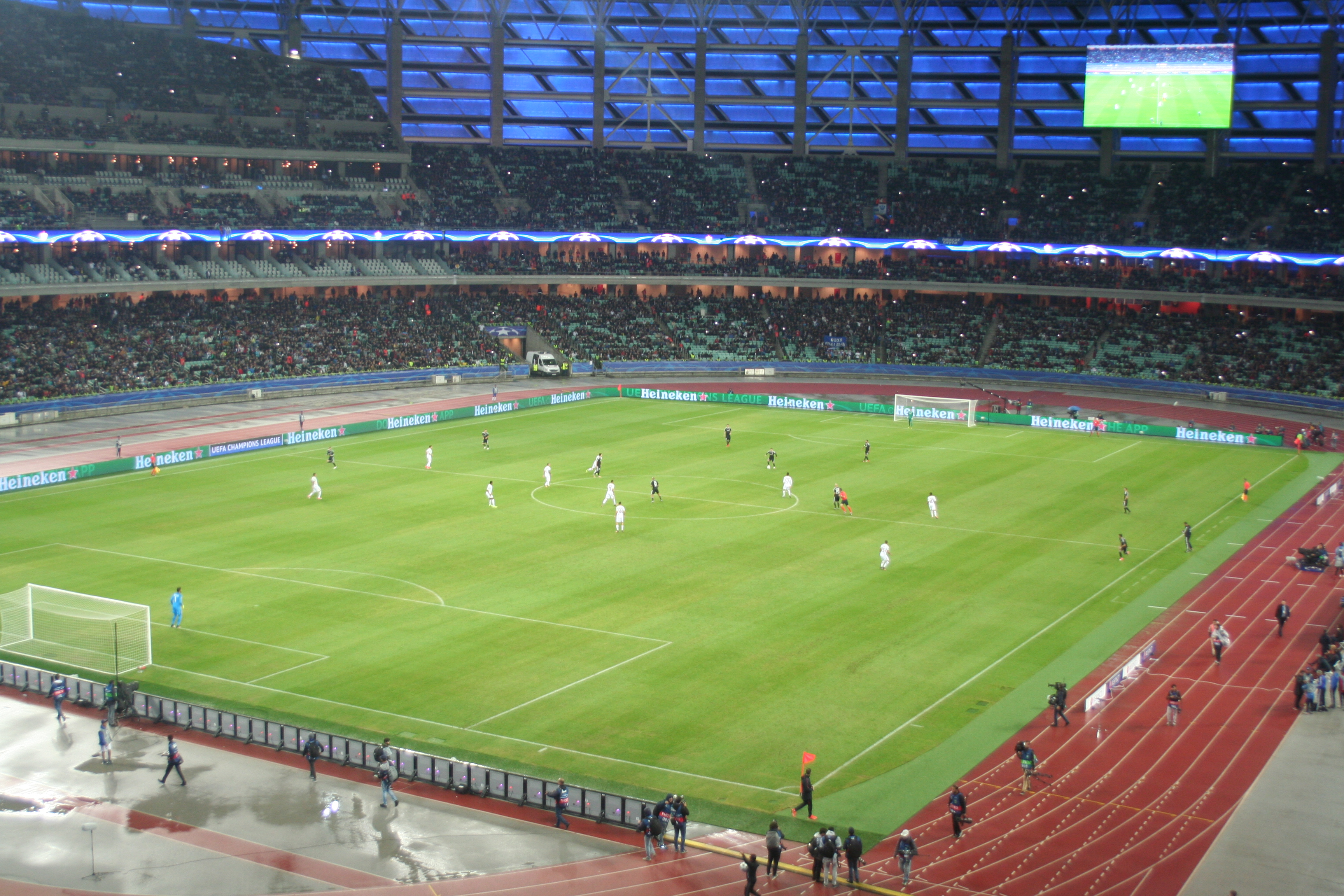
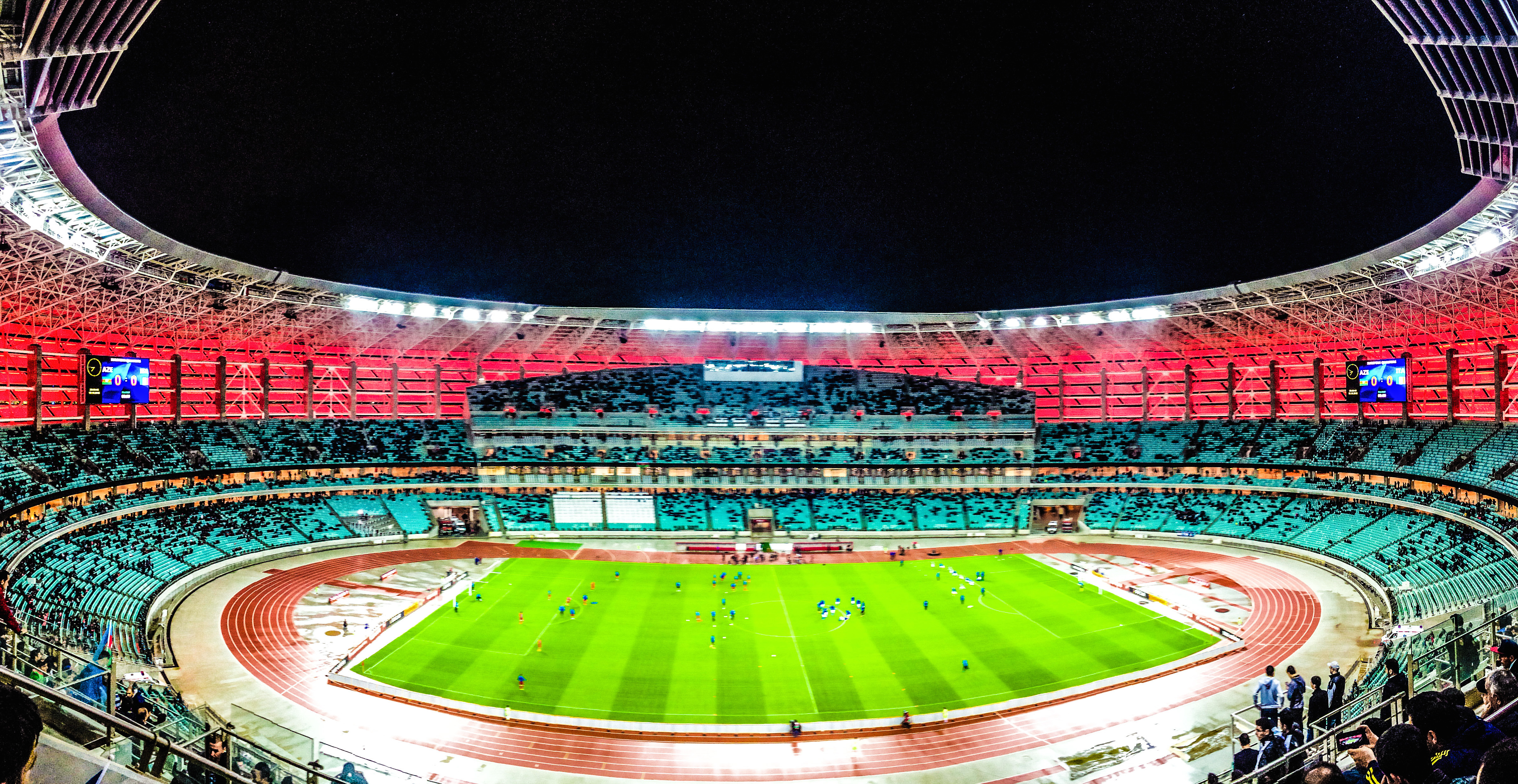
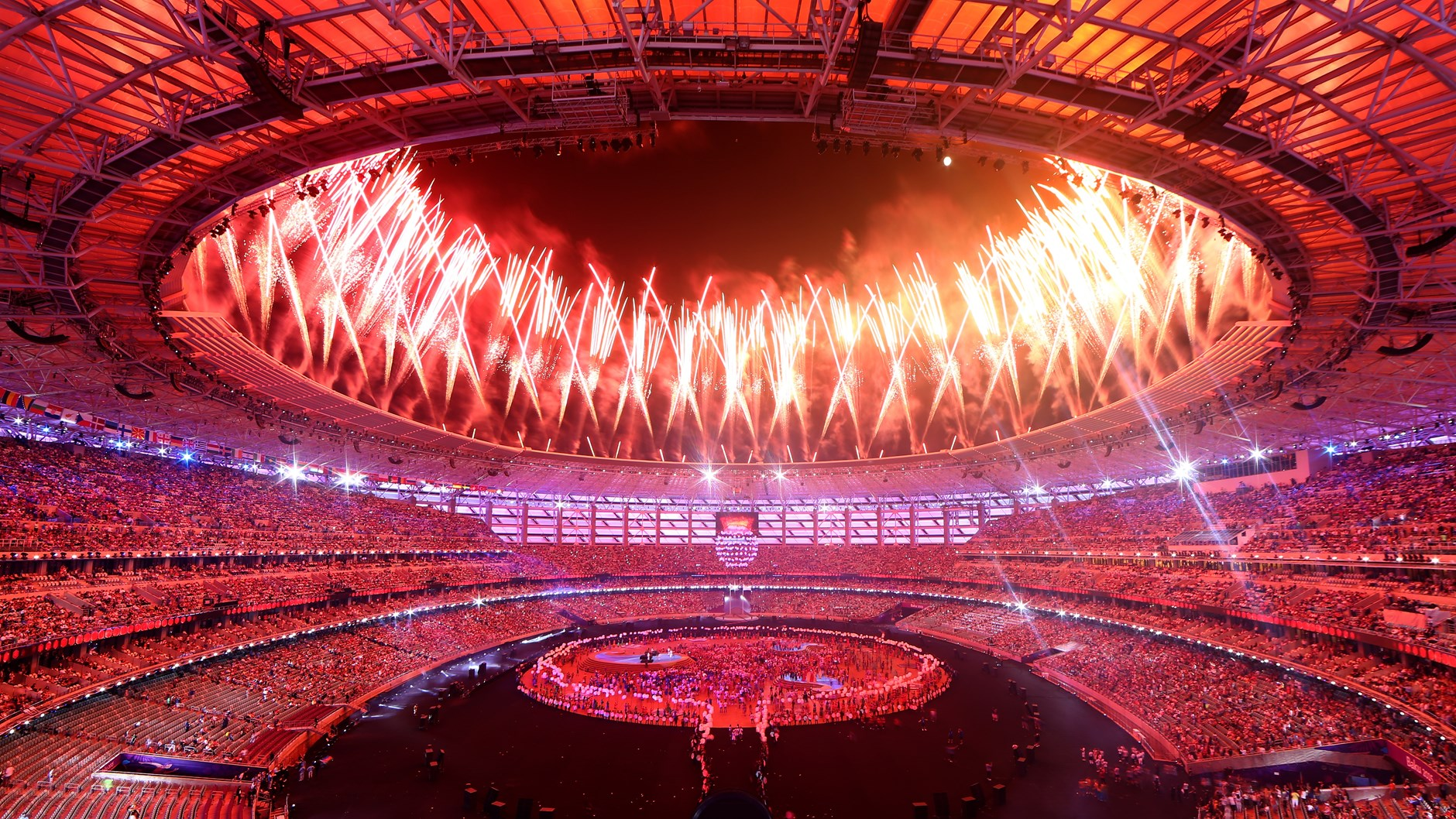